# Cantonul Saint-Étienne-en-Dévoluy
Cantonul Saint-Étienne-en-Dévoluy este un canton din arondismentul Gap, departamentul Hautes-Alpes, regiunea Provence-Alpes-Côte d'Azur, Franța.

## Comune
- Agnières-en-Dévoluy
- La Cluse
- Saint-Disdier
- Saint-Étienne-en-Dévoluy (reședință)

Op 1 januari 2013 fuseerden deze vier gemeenten en werd de nieuwe gemeente Le Dévoluy, de enige gemeente in het kanton, gevormd.